# Лю, Клер
Клер Лю (англ. Claire Liu; родилась 25 мая 2000 года в Таузанд-Окс, США) — профессиональная американская теннисистка; бывшая первая ракетка мира в юниорском рейтинге; победительница одного юниорского турнира Большого шлема в одиночном разряде (Уимблдон-2017); победительница одного юниорского турнира Большого шлема в парном разряде (Уимблдон-2016); финалистка одного юниорского турнира Большого шлема в одиночном разряде (Открытый чемпионат Франции-2017).

## Спортивная карьера
Профессиональную карьеру начала в 2015 году. Она получила уайлд-кард на Открытый чемпионат США, где в первом матче квалификационного раунда ей была повержена Вероника Сепеде Роиг из Парагвая. Далее Клер одержала победу над Яной Чепеловой, но переиграть в финальном раунде россиянку Александру Панову ей оказалось не под силу. На том же турнире в миксте Лю участвовала в дуэте с соотечественником Тейлором Фритцем, но в первом же раунде им встретились одни из главных фаворитов турнира Мартина Хингис и Леандер Паес — поражение.
В составе сборной США принимала участие в ежегодном Maureen Connolly Challenge Cup — традиционном турнире с участием лучших юниорок США и Великобритании.

## Итоговое место в рейтинге WTA по годам
| Год  | Одиночный рейтинг | Парный рейтинг |
| 2021 | 94                | 467            |
| 2020 | 222               | 462            |
| 2019 | 333               | 472            |
| 2018 | 138               | 629            |
| 2017 | 263               | 933            |
| 2016 | 670               | 838            |
| 2015 | 566               |                |

## Выступления на турнирах

### Финалы турнировWTAв одиночном разряде (1)

#### Поражения (1)
| Легенда:                   |
| -------------------------- |
| Турниры Большого шлема (0) |
| Олимпиада (0)              |
| Итоговый турнир WTA (0)    |
| WTA 1000 Mandatory (0)     |
| WTA 1000 (0)               |
| WTA 500 (0)                |
| WTA 250 (0)                |

| Титулы по покрытиям | Титулы по месту проведения матчей турнира |
| ------------------- | ----------------------------------------- |
| Хард (0)            | Зал (0)                                   |
| Грунт (0)           | Зал (0)                                   |
| Трава (0)           | Открытый воздух (0)                       |
| Ковёр (0)           | Открытый воздух (0)                       |

| №  | Дата        | Турнир         | Покрытие | Соперница в финале | Счёт    |
| 1. | 21 мая 2022 | Рабат, Марокко | Грунт    | Мартина Тревизан   | 2-6 1-6 |

### Финалы турнировWTA 125иITFв одиночном разряде (11)

#### Победы (7)
| Легенда:                    |
| --------------------------- |
| WTA 125 (1*)                |
| 100.000 USD (1)             |
| 80.000 (75.000**) USD (0)   |
| 60.000 (50.000**) USD (1+1) |
| 25.000 USD (3)              |
| 15.000 (10.000**) USD (1)   |

** призовой фонд до 2017 года
| Титулы по покрытиям | Титулы по месту проведения матчей турнира |
| ------------------- | ----------------------------------------- |
| Хард (1+1*)         | Зал (0)                                   |
| Грунт (6)           | Зал (0)                                   |
| Трава (0)           | Открытый воздух (7+1)                     |
| Ковёр (0)           | Открытый воздух (7+1)                     |

* количество побед в одиночном разряде + количество побед в парном разряде.
| №  | Дата            | Турнир           | Покрытие | Соперница в финале  | Счёт                |
| 1. | 22 марта 2015   | Орландо, США     | Грунт    | Фанни Штоллар       | 6-1 6-3             |
| 2. | 14 мая 2017     | Нейплс, США      | Грунт    | Даниэль Коллинз     | 6-3 6-1             |
| 3. | 28 мая 2017     | Казерта, Италия  | Грунт    | Паула Бадоса        | 6-3 6-3             |
| 4. | 20 октября 2019 | Флоренс, США     | Хард     | Пейтон Стирнс       | 6-1 6-2             |
| 5. | 2 мая 2021      | Шарлотсвилл, США | Грунт    | Ван Синьюй          | 3-6 6-4 4-1 — отказ |
| 6. | 9 мая 2021      | Чарлстон, США    | Грунт    | Мэдисон Бренгл      | 6-2 7-6(6)          |
| 7. | 14 мая 2022     | Париж, Франция   | Грунт    | Беатрис Хаддад Майя | 6-3 6-4             |

#### Поражения (4)
| №  | Дата            | Турнир           | Покрытие | Соперница в финале | Счёт        |
| 1. | 19 января 2020  | Малибу, США      | Хард     | Надя Подорошка     | 6-4 3-6 3-6 |
| 2. | 16 февраля 2020 | Николасвилл, США | Хард(i)  | Ольга Говорцова    | 4-6 4-6     |
| 3. | 28 февраля 2021 | Бока-Ратон, США  | Хард     | Варвара Лепченко   | 6-3 4-6 0-6 |
| 4. | 7 марта 2021    | Ньюпорт-Бич, США | Хард     | Даниэлла Лао       | 2-6 6-4 2-6 |

### Финалы турнировWTA 125иITFв парном разряде (1)

#### Победы (1)
| №  | Дата            | Турнир          | Покрытие | Партнёрша | Соперницы в финале      | Счёт           |
| 1. | 11 августа 2019 | Лендисвиль, США | Хард     | Ваня Кинг | Хейли Картер Джейми Лёб | 4-6 6-2 [10-5] |